# Nederlands landskampioenschap 1900-1901
Al torneo parteciparono quindici squadre e il HVV Den Haag vinse il titolo.

## Est
|   | Club                | G  | V | N | P | GF | GS | Punti | DR  |                            |
| - | ------------------- | -- | - | - | - | -- | -- | ----- | --- | -------------------------- |
| 1 | Victoria Wageningen | 12 | 9 | 2 | 1 | 44 | 12 | 20    | +32 | Qualificata per la finale. |
| 2 | Hercules            | 12 | 6 | 4 | 2 | 30 | 17 | 16    | +13 |                            |
| 3 | PW                  | 12 | 5 | 4 | 3 | 43 | 27 | 14    | +16 |                            |
| 4 | Vitesse             | 12 | 5 | 1 | 6 | 29 | 28 | 11    | +1  |                            |
| 5 | Go Ahead Wageningen | 12 | 4 | 2 | 6 | 26 | 41 | 10    | -15 |                            |
| 6 | Quick Nijmegen      | 12 | 4 | 2 | 6 | 23 | 37 | 10    | -14 |                            |
| 7 | Koninklijke UD      | 12 | 0 | 3 | 9 | 9  | 42 | 3     | -33 |                            |

G = Partite giocate; V = Vittorie; N = Nulle/Pareggi; P = Perse; GF = Goal fatti; GS = Goal subiti; DR = Differenza reti, PT = Punti

## Ovest
|   | Club                     | G  | V  | N | P  | GF | GS | Punti | DR  |                                          |
| - | ------------------------ | -- | -- | - | -- | -- | -- | ----- | --- | ---------------------------------------- |
| 1 | HVV Den Haag             | 14 | 11 | 2 | 1  | 54 | 12 | 24    | +42 | Qualificata per la finale.               |
| 2 | Velocitas                | 14 | 8  | 5 | 1  | 30 | 14 | 21    | +16 |                                          |
| 3 | HBS Craeyenhout          | 14 | 7  | 4 | 3  | 39 | 25 | 18    | +14 |                                          |
| 4 | RAP Amsterdam            | 14 | 6  | 2 | 6  | 22 | 20 | 14    | +2  |                                          |
| 5 | Ajax Sportman Combinatie | 14 | 5  | 3 | 6  | 24 | 27 | 13    | -3  |                                          |
| 6 | HFC Haarlem              | 14 | 5  | 0 | 9  | 26 | 45 | 10    | -19 |                                          |
| 7 | Rapiditas Rotterdam      | 14 | 4  | 1 | 9  | 25 | 36 | 9     | -11 |                                          |
| 8 | Sparta Rotterdam         | 14 | 0  | 3 | 11 | 9  | 50 | 3     | -41 | Non partecipante la stagione successiva. |

G = Partite giocate; V = Vittorie; N = Nulle/Pareggi; P = Perse; GF = Goal fatti; GS = Goal subiti; DR = Differenza reti, PT = Punti

## Finale per il titolo
| Squadra 1           | Totale               | Squadra 2    | Andata | Ritorno |
| ------------------- | -------------------- | ------------ | ------ | ------- |
| Victoria Wageningen | Una vittoria a testa | HVV Den Haag | 0-1    | 2-1     |

## Ripetizione
| Squadra 1           | Risultato | Squadra 2    |
| ------------------- | --------- | ------------ |
| Victoria Wageningen | 1–2       | HVV Den Haag |

Il HVV Den Haag vince il titolo.